# FNM 251–262
Die FNM 251–262 waren eine Gruppe von Tenderloks der Ferrovie Nord Milano (FNM), die für Schnellzüge konzipiert wurden.

## Geschichte
Die ersten sechs Maschinen wurden 1895–96 von der belgischen Couillet geliefert und bekamen die Nummern 251 bis 256. Sie wurden auf Eilzügen eingesetzt.
1903 bestellten die FNM drei weitere Maschinen (257 bis 259) bei CEMSA in Saronno und 1906 noch einmal drei (260 bis 262) bei Henschel & Sohn.
In den 1930er Jahren wurden die Lokomotiven wegen der Inbetriebnahme modernerer Bauarten und den ersten Elektrifizierungen des Netzes ausgemustert. Acht Stück wurden bald verschrottet, weitere drei kamen zur Società Anonima per la Ferrovia Monza–Molteno–Oggiono (MMO), wo sie die Nummern 21 bis 23 bekamen und auf der Bahnstrecke Monza–Molteno eingesetzt wurden.
1954 wurde die MMO von der staatlichen Bahngesellschaft Ferrovie dello Stato (FS) übernommen. Alle Dampflokomotiven der MMO wurden formell in der Gruppe 850 eingesetzt, obwohl sie schon nicht mehr im Einsatz waren. Die 21 bis 23 wurden deshalb 850.021–023 und kurz danach ausgemustert.
Die einzige erhaltene Maschine, die 850.022, befindet sich heute im Nationalen Eisenbahnmuseum Pietrarsa bei Neapel.